# Tetraloniella nigricans
Tetraloniella nigricans là một loài Hymenoptera trong họ Apidae. Loài này được Cockerell mô tả khoa học năm 1932.